# Замок Карра
Замок Карра (англ. Carra Castle, ірл. Caisleán Carrach) — замок Каррах — один із замків Ірландії, розташований у графстві Антрім, Північна Ірландія, на північ від селища Кашендан. Нині від замку лишилися вбогі руїни. Побудований у XIV столітті. Розташований недалеко від затоки Мурлох. У часи середньовіччя біля замку було місце, яке використовувалось як дитяче кладовище.

## Історія
Вважається, що назва замку Карра походить від назви клану Кері. Замок ще був відомий як замок Гобан Сер.
Колись замком Карра володів ірландський вождь клану Шейн О'Ніл — «Шейн Гордий». У цьому замку був ув'язнений вождь клану Сорлі Бой О'Доннелл у 1567 році, через два роки після того, як його розбив Шейн О'Ніл. Клан МакДоннелл за згодою О'Нілла розважав свого полоненого вождя протягом двох днів полюванням та бенкетами. Проте на третій день відбулась сварка, і люди клану МакДоннелл закололи О'Ніла і відправили його голову англійським властям в Дублін, представникам королеви Англії Єлизавети І в Дублінський замок.
У 1585 році Доннелл Горм МакДоннелл був обложений англійцями в цьому замку. Його батько — Сорлі Бой МакДоннелл висадився поруч і напав на англійців.
У 1730 році замком володіла родина Лінч. Нині замок перетворився в повні руїни.
Замок колись мав зал, був баштового типу. Нині лишилися руїни квадратної вежі XVI століття, що була побудована з дикого каменю.